# Chiaksan
Chiaksan (koreanska: 치악산) är ett berg i Sydkorea.   Det ligger i provinsen Gangwon, i den centrala delen av landet, 100 km öster om huvudstaden Seoul. Toppen på Chiaksan är 1 288 meter över havet. Chiaksan ingår i Ch'iaksanmaek.
Terrängen runt Chiaksan är huvudsakligen lite bergig. Chiaksan är den högsta punkten i trakten. Runt Chiaksan är det ganska glesbefolkat, med 43 invånare per kvadratkilometer. Närmaste större samhälle är Wonju, 9,8 km väster om Chiaksan. I omgivningarna runt Chiaksan växer i huvudsak blandskog.